# MiNT
MiNT eller FreeMiNT (ursprungligen akronym för "MiNT is Not TOS", sedermera "MiNT is Now TOS") är en alternativ operativsystemskärna för datorer i Atari ST-serien. Sedan företaget Atari gått i konkurs har utvecklandet av kärnan fortsatt av frivilliga och heter numera FreeMiNT.